# Оценивание градостроительной, транспортной и жилищной политики
Для жизненного цикла политик и программ оценка и мониторинг стали практически неотъемлемыми элементами. В общем, оценка государственных программ — это совокупность социологических, экономических и правовых исследований, которые направлены на измерение результатов политик их выполнения и оценивание процессов разработки политик. В этой связи можно говорить об оценивании крайне значимых для жизни общества отраслевых (секторальных) политиках — градостроительной политике, транспортной политике и жилищной политике. Здесь речь идет, как правило, об оценке комплексных программ социально-экономического развития городов, поэтому приходится использовать сложные структуры оценки и множество методических инструментов.

## Оценивание градостроительной политики
Проведение оценки градостроительной политики продиктовано необходимостью отражения действий в этой области. Оценка градостроительной политики проводится для дизайна или переориентирования (изменения целей, задач и.т.д.) данного вида политик.
Методология оценивания градостроительной политики направлена на то, чтобы идентифицировать проблемы и критические узлы, а также повысить эффективность процесса выполнения политики. Для повышения эффективности градостроительной политики оценщики в основном используют метод дизайна политик, то есть тщательно планируют событии, которые должны характеризовать выполнение политики, а также используют качественные и количественные инструменты для ее анализа.
В оценке градостроительных политик можно выделить пять основных институтов, которые подвергаются измерениям: институт государственной экспертизы проектов документов территориального планирования, институт государственной экспертизы результатов инженерных изысканий и проектной документации, институт государственного строительного надзора и др.

### Государственная экспертиза
Государственная экспертиза проводится не во всех случаях, например, в отношении проектной документации объектов, определенных частью 2 статьей 49 Градостроительного Кодекса Российской Федерации. Или согласно российскому законодательству направление документов территориального планирования на государственную экспертизу является не обязательным. Причина заключается в том, ответственность за принимаемый документ несет орган публичной власти, утверждающий документ. Однако утверждение документа до получения результатов государственной экспертизы не приветствуется, поэтому органы публичной власти прибегают перед утверждением документа к различным методам оценки данного документа, данный вид экспертизы лишь один из методов.
Срок проведения государственной экспертизы не должен превышать тех месяцев.
Предметом государственной экспертизы являются:
1) оценка соответствия проектной документации требованиям технических регламентов. При этом технические регламенты включают в себя санитарно-эпидемиологические, экологические требования, требования государственной охраны субъектов культурного наследия, требования пожарной безопасности и.т.д.
2) результаты инженерных изысканий и оценка соответствия результатов инженерных изысканий требованиям технических регламентов.

### Государственный строительный надзор
Государственный строительный надзор применяется как метод оценки объектов капитального строительства, проектная документация которых подлежит государственной экспертизе.
Если объект капитального строительства относится к особо опасным, технически сложным и уникальным объектам - надзор осуществляет Ростехнадзор (филиал в субъекте РФ). Если не относится - орган государственного строительного надзора субъекта федерации. Предметом оценки в данном методе является соответствие выполняемых в процессе строительства работ требованиям технических регламентов и проектной документации.

### «Оценка» разрешений на строительство и разрешений на ввод объектов в эксплуатацию.
Данный метод, скорее всего, сложно причислить к оценке программ, так как он ближе к понятию контроля за выдачей разрешений. Оценкой данные действия можно назвать только в том случае, если независимая организация заказывает оценкуданных разрешений. Если же государство проверяет данные разрешения, то это уже контроль.
В области оценивания градостроительной политики имеется достаточно большой опыт. В качестве примера можно привести такие политики по оценке градостроения как «Urban I», «Contratti di Quartiere (Neighbourhood Contracts)», Rural Development Plans, «Interreg III A», Area Programs Regione «Reggia Emilia», POR Calabria.
Опыт проведения градостроительной оценки показывает, что данные действия стимулируют человеческие ресурсы, задействованные в этом процессе, что позволяет делать проведение политики более эффективным.

## Оценивание транспортной политики
В области транспорта оценка не является нововведением, однако она еще не укрепила свои позиции в данной области, как, например, в области образования или медицины. Сам термин «политика» для транспортной области является относительно новым.
Под оценкой транспортной политики понимают проведение целенаправленной, структурированной деятельности для выявления изменений, вызванных «транспортным вмешательством», а точнее проводимой программой или политикой в области транспорта, окружающей среде, экономике и общественной жизни. Основная цель оценки транспортной политики состоит в выявлении соответствия проводимой политики целям и задачам данной политика|политики, а также определении затрат и усилий, использованных на проведение данной политики.
Необходимо отметить, что под транспортной политикой понимается не только сам транспорт непосредственно, но и все, что с ним связано: уровень шума, уровень загрязнения окружающей среды и.т.д. В эту группу также можно включить социально-экономические явления — косвенные воздействия на группы людей, которые могут явиться последствиями внедрения новой инфраструктуры, увеличения налоговых поступлений и.т.д.
Основные методы оценивания транспортной политики заключаются в использовании адекватных методов и инструментов оценивания, исследовании интересов различных социальных групп, использовании сетевого подхода и.т.д. Все методы, которые используются для оценки транспортной политик можно разделить на два: оценка транспортных проектов и решений в области транспортной политики и стратегическая оценка воздействия на окружающую среду.

### Оценка транспортных проектов и решений в области транспортной политики
1. Оценка рыночных искажений. Последние исследования в области транспортной политики, проведенные в разных странах показывают важность проведения более детального анализа "затраты — результаты". Данный анализ помогает определить экономические условия, при которых требуется дальнейший углубленный анализ исходя из степени искажений в ценах на транспорт и ценах товара на рынке;
2. Оценка способов получения, реализации и распределения прибыли. Со временем получатели прибыли от инвестиций в транспортную структуру могут меняться. Способность экономики «смещать» экономические преимущества в сторону тех, кто в большей степени оценивает их в денежном выражении, может поставить тех бенефициариев, которые первоначально получили прибыль, на самом деле в худшие условия, как только экономика приспособится к новому элементу инфраструктуры. В связи с этим требуется анализ способов, которыми предполагается реализовать прибыль, которыми она будет получаться и распределяться. Важно, чтобы методы анализа, которые основывались на оценке сэкономленного времени были заменены другими финансовыми формами оценки получаемых преимуществ, особенно там, где инвестиции планируются с целью уменьшения заторов;
3. Оценка баланса государственных инвестиционных расходов. Оценка эффективности проектов при принятии решений о государственных инвестициях являются важными для разработки устойчивой транспортной системы. Как правило, транспортные проекты и инициативы. Которые прошли наиболее полный анализ в терминах «затраты — выгоды» и удовлетворяют экологическим и другим требования не внедряются. Одной из причин является мнение о том, что такие проекты и инициативы вытесняют частные инвестиции. Различие между финансовыми оценками частного и государственного секторов делают прямое сравнение объемов денежных затрат затруднительным.

### Оценка воздействия на окружающую среду.
Оценка воздействия на окружающую среду (ОВОС) являются важнейшим компонентом процесса принятия решений по инвестициям в инфраструктуру. Стратегическая оценка воздействия на окружающую среду (СОВОС) рассматривает широкий спектр различных эффектов:
1. воздействия на дорожное движение на дорожной сети за географическими границами оцениваемого проекта;
2. региональные и глобальные экологические воздействия, включая ацидификацию, образование стратосферного озона, изменение климата биоразнообразия;
3. оценки экологических последствий политических решений.

Основной целью. СООС является улучшение принятия решений за счет использования фундаментальных знаний о вопросах воздействия на окружающую среду на раннем этапе планирования.

## Оценивание жилищной политики
Оценка жилищной политики, как правило, оценивается на двух основных моделях: оценке эффективности политик и достижении основных целей, а также на модели цены за жилье.
Методология оценивания жилищной политики состоит из трех частей, основанных на политической и экономической теории.
- Категоризация жилищной политики — группировка основных целей политики;
- Оценка эффективности жилищной политики — в основе данной методологии лежит модель достижения цели. Данная процедура проходит в 4 этапа:

1. исследуются цели и категории политики.
2. выбираются индексы измерения (индексы состоят из индекса результатов и индекса воздействия).
3. выбирается метод оценивания степени достижения целей.
4. интерпретируются результаты оценки.

- Воздействие на анализ цен на недвижимость, использование анализа ковариации для выявления влияний политики на цены на жилье, а также применение дисперсионного анализа, для сравнения различий эффектов жилищной политики на категории жилья и цены на недвижимость. Цены на недвижимость включают цену на квартиру, цену на недвижимость ряда, и отделили живущую цену.

В оценке жилищной политик применяются два основных вида оценки:
1. Оценка результативности. Данный вид оценки направлен на определение уровня эффективности проектов и их выполнения в области жилищной политики.
2. Оценка выполнения. Данный вид оценки направлении на определении достижения поставленных целей и выявления причин неблагоприятных исходов.